# Покрово-Васильевский сельсовет
Покрово-Васильевский сельсовет — сельское поселение в Пичаевском районе Тамбовской области Российской Федерации.
Административный центр — село Покрово-Васильево.

## История
Статус и границы сельского поселения установлены Законом Тамбовской области от 17 сентября 2004 года № 232-З «Об установлении границ и определении места нахождения представительных органов муниципальных образований в Тамбовской области».

## Население
| 2010 | 2012 | 2013 | 2014  | 2015  | 2016 | 2017 |
| ---- | ---- | ---- | ----- | ----- | ---- | ---- |
| 854  | ↘853 | ↗926 | ↗1032 | ↗1105 | ↘922 | ↗936 |
| 2018 | 2019 | 2020 | 2021  |       |      |      |
| ↘820 | ↘729 | ↘693 | ↗704  |       |      |      |

## Состав сельского поселения
| № | Населённый пункт  | Тип населённого пункта       | Население |
| - | ----------------- | ---------------------------- | --------- |
| 1 | Васильево         | деревня                      | ↘443      |
| 2 | Гурово            | деревня                      | 12        |
| 3 | Николаевка        | деревня                      | 3         |
| 4 | Покрово-Васильево | село, административный центр | ↘396      |